# Nicky Boom
Nicky Boom (ou Nicky Boum) est un jeu vidéo de plates-formes développé et édité par Microïds, sorti en 1992 sur DOS, Windows, Mac, Amiga, Atari ST, téléphone mobile et iOS.
Il a pour suite Nicky 2.

## Accueil
- Amiga Format : 88 % (Amiga)[1]